# Lux Perpetua (Band)
Lux Perpetua ist eine polnische Power-Metal-Band, die im Jahr 2009 von Paweł Zasadzki, Tomasz Sałaciński und Emil Łazarski gegründet wurde.

## Geschichte
Die Band Lux Perpetua wurde im Jahr 2009 in Podkowa Leśna von Paweł Zasadzki gegründet. Nach der Aufnahme einiger Lieder (darunter The Legend und An Old Bard), gab die Band ihre ersten Konzerte.
Im Jahr 2014 wurde die im Red Yeti Studio aufgezeichnete EP Forever We Stand veröffentlicht. Nach einigen Änderungen in der Besetzung, unter anderem durch den Ausstieg von Marcin Rykiel und Emil Łazarski sowie dem Einstieg von Artur Rosiński als neuem Sänger, begannen im HZ Studio nahe Warschau die Aufnahmen für das Debütalbum The Curse of the Iron King.
In der Zwischenzeit unterzeichnete die Band einen Vertrag mit dem Verlag Insignis über die Aufzeichnungen eines Liedes und eines Videos zum neuesten Buch von Robert J. Szmidt, Wieża. Video und Lied (Pociąg do Piekła Bram – polnische Version des Liedes Straight Back to Hell) wurden im Mai 2016 auf YouTube veröffentlicht.
Am 28. Februar 2017 wurde das Debütalbum veröffentlicht.

## Diskografie
| Titel                      | Albumdaten                                                               |
| -------------------------- | ------------------------------------------------------------------------ |
| Forever We Stand           | - Herausgeber: Eigenveröffentlichung - Erscheinungsjahr: 2014            |
| The Curse of the Iron King | - Herausgeber: Underground Symphony - Veröffentlichung: 28. Februar 2017 |

## Videoclips
| Titel                  | Jahr       | Regie           | Album                  |
| ---------------------- | ---------- | --------------- | ---------------------- |
| Pociąg do Piekła Bram  | 19.05.2016 | Insignis Media  | –                      |
| Army of Salvation      | 21.09.2016 | Fractal Studios | Curse of the Iron King |
| Curse of the Iron King | 26.11.2016 | Eigenproduktion | Curse of the Iron King |
| Eversong               | 27.12.2016 | Eigenproduktion | Curse of the Iron King |